# Дзаппулла, Кармело
Карме́ло Дзаппу́лла (итал. Carmelo Zappulla; род. 7 ноября 1955, Сиракузы, Сицилия) — итальянский певец. 
Первую грамзапись сделал в возрасте 6 лет. В девятилетнем возрасте занял первое место в местном конкурсе «Bisbini», где исполнял песни Серджо Бруни.
Первым серьёзным успехом Кармело стала песня «Pover’ammore» из одноимённого фильма, в котором Дзаппулла дебютировал и как актёр. Он посвятил эту песню своей умершей жене Маризе.
В возрасте 24 лет Кармело Дзаппулла переехал из Сиракуз в Неаполь, где вскоре стал популярен как театральный актёр и исполнитель традиционной неаполитанской и сицилийской музыки.
В 1993 году был обвинён в преступлении, провёл три года в тюрьме. К счастью, открылись новые обстоятельства дела, с Кармело Дзаппуллы были сняты все обвинения и он был полностью оправдан.
В дискографии певца 33 альбома, последний («Mia…») вышел в 2015 году.
Кармело Дзаппулла снялся в нескольких фильмах, из которых наиболее известны «Pover’ammore» и «Pronto, Lucia».В начале 1980-х годов снялся в четырёх художественных фильмах.

## Дискография
- Napoli canta — 1961;
- A medagliella dell’ammore — 1978;
- Gesù — 1979;
- O chalet — 1980;
- Pover’ammore — 1981;
- Pronto Lucia — 1982;
- Maria de Simone — 1982;
- Non c’e’titolo — 1983;
- Io…Zappulla — 1984;
- Concerto — 1984;
- Immenso — 1985;
- Sognare insieme — 1986;
- Zappullammore — 1986;
- Per amore — 1987;
- Parentesi — 1989;
- Per voi giovani — 1990;
- Aria — 1991;
- Ma quante storie — 1992;
- Zappullamania — 1992;
- Serenata napoletana — 1993;
- Ciak — 1994;
- Le mie siciliane — 1995;
- Ciao gente — 1996;
- Canzoni — 1998;
- Non dirlo al cuore — 2000;
- Vicoli — 2003;
- Bamboleira — 2004;
- Live (i suoi 25 anni di carriera cantati dal vivo) — 2005;
- Piu’o meno — 2007;
- Parentesi — 2008;
- Anima — 2010;
- Mia… — 2015.